# Europapokal der Pokalsieger (Handball) 1976/77
Der Europapokal der Pokalsieger 1976/77 war die zweite Austragung des Wettbewerbs für europäische Handball-Pokalsieger. Die 25 teilnehmenden Mannschaften qualifizierten sich in ihren Heimatländern über den nationalen Pokalwettbewerb für den von der Internationalen Handballföderation (IHF) organisierten Europapokal; der Titelverteidiger BM Granollers war automatisch qualifiziert. Im Finale am 24. April 1977 setzte sich der sowjetische Vertreter MAI Moskau gegen den FDGB-Pokalsieger SC Magdeburg mit 18:17 durch.

## Finalrunde

### Erste Runde
|                      | Gesamt |                    | Hinspiel | Rückspiel |
| -------------------- | ------ | ------------------ | -------- | --------- |
| Dinamo Bukarest      | 41:43  | MAI Moskau         | 25:20    | 16:23     |
| Red Boys Differdange | 23:54  | Valur Reykjavík    | 11:25    | 12:29     |
| IK Heim              | 43:42  | Spójnia Gdańsk     | 19:18    | 24:24     |
| Atlético Madrid      | 53:23  | Hapoel Ramat Gan   | 26:16    | 27:70     |
| Volani Rovereto      | 26:31  | FC Porto           | 14:10    | 12:21     |
| Partizan Bjelovar    | 51:49  | TJ Tatran Prešov   | 27:19    | 24:30     |
| Brentwood ’72 HC     | 16:65  | Progrès HC Seraing | 12:35    | 04:30     |
| Elektromos SE        | 59:44  | ASKÖ Linz          | 27:20    | 32:24     |
| SC Magdeburg         | 61:32  | Kronohagens IF     | 33:15    | 28:17     |

Die übrigen Vereine (TSV Grün-Weiß Dankersen, TSV St. Otmar St. Gallen, Bækkelagets SK, PSV Eindhoven, Stade Marseillais Université Club, IK Skovbakken und Titelverteidiger BM Granollers) zogen durch ein Freilos automatisch ins Achtelfinale ein.

### Achtelfinale
|                          | Gesamt |                                   | Hinspiel | Rückspiel |
| ------------------------ | ------ | --------------------------------- | -------- | --------- |
| Valur Reykjavík          | 34:44  | MAI Moskau                        | 19:20    | 15:24     |
| TSV Grün-Weiß Dankersen  | 37:35  | IK Heim                           | 21:18    | 16:17     |
| TSV St. Otmar St. Gallen | 31:49  | Atlético Madrid                   | 20:28    | 11:21     |
| Bækkelagets SK           | 43:40  | PSV Eindhoven                     | 22:19    | 21:21     |
| IK Skovbakken            | 42:48  | Partizan Bjelovar                 | 21:22    | 21:26     |
| FC Porto                 | 35:47  | Stade Marseillais Université Club | 18:26    | 17:21     |
| BM Granollers            | 45:27  | Progrès HC Seraing                | 25:10    | 20:17     |
| SC Magdeburg             | 56:48  | Elektromos SE                     | 28:20    | 28:28     |

### Viertelfinale
|                                   | Gesamt |                   | Hinspiel | Rückspiel |
| --------------------------------- | ------ | ----------------- | -------- | --------- |
| TSV Grün-Weiß Dankersen           | 39:40  | MAI Moskau        | 25:19    | 14:21     |
| Bækkelagets SK                    | 39:46  | Atlético Madrid   | 19:19    | 20:27     |
| Stade Marseillais Université Club | 36:60  | Partizan Bjelovar | 19:27    | 17:33     |
| SC Magdeburg                      | 67:40  | BM Granollers     | 36:18    | 31:22     |

### Halbfinale
|              | Gesamt |                   | Hinspiel | Rückspiel |
| ------------ | ------ | ----------------- | -------- | --------- |
| MAI Moskau   | 39:36  | Atlético Madrid   | 28:21    | 11:15     |
| SC Magdeburg | 39:38  | Partizan Bjelovar | 20:16    | 19:22     |

### Finale
Das Finale wurde am 24. April 1977 in Saporischschja (heute Ukraine) vor 5.000 Zuschauern ausgetragen.
|            | Ergebnis    |              |
| ---------- | ----------- | ------------ |
| MAI Moskau | 18:17 (9:7) | SC Magdeburg |

MAI MoskauWalentin Sytschew – Wladimir Maximow (5), Alexander Schrypow (1), Wassili Iljin (7), Wladimir Krawzow, Juri Klimow (2), Koshuschow, Wiktor Machorin (1), Oleg Gagin, Alexei Solowjew (2), Nikolai Tschigarjow
SC MagdeburgWieland Schmidt – Reinhard Schütte (2), Wolfgang Lakenmacher (1), Gerhard Uecker (1), Hartmut Krüger (7), Günter Dreibrodt (3), Ingolf Wiegert, Ernst Gerlach (3), Harry Jahns, Manfred Hoppe – Trainer: Klaus Miesner